# Carpiodes cyprinus
Espèce
Statut de conservation UICN

 LC  : Préoccupation mineure
Le couette (ou Carpiodes cyprinus) est un poisson de la famille des Catostomidae, comme les meuniers et les chevaliers et est uniquement recensé en Amérique du Nord. On peut le distinguer des autres espèces par son corps comprimé latéralement et sa nageoire dorsale, dont les premiers rayons sont extrêmement longs. Ce poisson d'eau douce se nourrit principalement d'invertébrés et d'algues benthiques. Sa chair pleine de petites arêtes en fait un poisson qui n'intéresse pas particulièrement l'Homme, d'où sa biologie peu connue.

## Étymologie
Carpiodes signifie « comme une carpe » et cyprinus  vient du nom de l’île de Chypre où la carpe aurait été introduite en Europe.  Ce nom fait donc allusion à la similarité entre le couette et la carpe, qui porte le même nom mais avec les termes inversés: Cyprinus carpio.
Selon les localités, il y a plusieurs noms vulgaires comme Buffalo et Brome, Brême et poisson à couette. Cette dernière appellation est inspirée par le premier rayon de la nageoire dorsale qui est filamenteux et très long. Ce nom viendrait probablement de la façon dont les Chinois portaient leurs cheveux longs et tressés pour être mieux transportés au ciel après leur mort. Les Canadiens de ce temps appelaient cette tresse « une couette ».

## Anatomie

### Morphologie
Son corps est compressé (corps plat latéralement), la plus grande épaisseur de son corps se situe à la base de sa nageoire dorsale et correspond à 22,2-28,9 % de sa longueur totale. Son dos est nettement arqué. Sa partie la plus fine se situe au pédoncule caudal qui est très compressé latéralement. Sa tête est assez épaisse, mais petite, correspondant à environ 16 % de sa longueur totale, sa largeur inter-orbitale correspond à 31,2-40,9 % de la longueur de sa tête. La partie dorsale de sa tête est en pente raide et ses yeux ont un diamètre d’environ 16 % de la longueur de sa tête. Son museau est assez petit et correspond à environ 26-36 % de la longueur de sa tête et se termine en arrondi. Sa bouche en ventouse est ventrale et assez petite. Cette dernière est protractile et est pourvue de lèvres épaisses. Ses branchiospines sont au nombre de 25-29 et de longueur approximative de 2 mm.
Le couette est reconnu pour sa seule grande nageoire dorsale rayée qui commence légèrement avant la moitié de la longueur de son corps. La base de la nageoire est très longue (environ 25,5-30,4 % de la longueur de son corps) et en forme de croissant de lune. Il possède en moyenne entre 25-30 rayons. Cette dernière distingue le couette des autres espèces en raison des rayons antérieurs de la nageoire dorsale extrêmement filamenteux et longs. La nageoire caudale est assez longue et large, bien fourchue et les extrémités quelque peu pointues avec environ 18 rayons. Le couette ne porte ni barbillon (ce qui la différencie des carpes), ni nageoire adipeuse et possède de grosses écailles. Tous les mâles et moins de 90 % des femelles ont des tubercules situés sur les joues, sur la série d'os operculaires et sous la tête. À Dauphin Lake, Manitoba, il a été démontré que certains mâles présentaient également des tubercules sur le dessus de la tête, sur les nageoires anales et caudales, et même sur la cornée de l'œil.

### Couleur
Sa partie dorsale, sa tête et ses côtés supérieurs sont de couleurs chamois à brun clair, ses côtés latéraux sont couleurs argent brillant et sa surface ventrale va de couleur crème à blanc. Toutes ses nageoires sont transparentes à sombres avec des nageoires ventrales plus claires que la nageoire dorsale.

### Taille
Sa longueur varie normalement de 25 à 38 cm, mais peut atteindre 66 cm. L’âge maximal reporté fut 11 ans.

## Distribution

### Habitat
Le couette habite les eaux douces des climats tempérés, soit dans les grandes rivières et les lacs aux eaux claires ou troubles. Il se retrouve généralement dans les cours d'eau à faible largeur, soit moins de 12 mètres de large. C’est un poisson vivant près du fond, où il se nourrit. Il est également plus abondant vers les portions en amont des cours d'eau et lacs, où il se trouve au début de l'été.

### Répartition
En Amérique du Nord, il est présent dans les Grands Lacs, dans le fleuve Saint-Laurent, dans les bassins versants de la baie d’Hudson et de la rivière Mississippi, du Québec en Alberta au Canada et vers le sud jusqu’en Louisiane aux États-Unis. En ce qui a trait au Québec, on retrouve cette espèce principalement dans le Lac des Deux Montagnes et relativement abondant dans la rivière Richelieu. Ailleurs dans les eaux du Québec, il est peu abondant.

## Biologie

### Mode de vie et reproduction
Le couette est un poisson qui naît en eaux tranquilles. Les jeunes mesurent environ 102 mm à leur premier automne et leur taille adulte atteint les 25–40 cm. Le couette fraie à la base des rapides dans les secteurs plus profonds des rivières durant les mois d’avril et mai. Les œufs sont ensuite déposés au hasard sur des fonds sableux ou vaseux. C’est un poisson ovipare avec une fertilisation externe des œufs par le mâle (ou les mâles). Une femelle peut s’accoupler avec plusieurs mâles dans sa vie. À maturité sexuelle, le poids d’un couette peut être de 4 à 6 livres. Il ne construit pas de nids et laisse les œufs sans surveillance jusqu’à l’éclosion.
Les migrations vers un site de fraie sont limitées par la température et le débit. Il a été démontré que la migration ne débute que quand la température atteint 5 °C et ce, seulement à fort débit. Lorsque le débit devient donc assez important, cette espèce pourra migrer sur de plus grandes distances.
La fécondité du couette suit une relation linéaire avec le poids de la femelle. Les œufs fertilisés écloront après 13 à 17 jours ou 220,7 à 229,8 degré jours.

### Régime alimentaire
La couette a une stratégie généralisée en termes de diète. Comparée à plusieurs autres espèces, sa niche écologique de nourriture est très vaste.Pour les juvéniles et les adultes, la diète se compose surtout d’insectes aquatiques benthiques et de matériel organique, soit des algues, des herbes benthiques et des sédiments de fond,,. Quelquefois, ce poisson peut également se nourrir d'œufs de dorés. Il se nourrit également des moules zébrées et cette prédation peut avoir d'importants effets, modérant la croissance de ces dernières.

### Écologie
Ce poisson s’avère être un compétiteur pour les invertébrés aquatiques avec le poisson-chat quand les deux vivent dans le même environnement. En revanche, les juvéniles constituent de bonnes proies pour une grande variété de gros poissons prédateurs. Mais lorsque les adultes deviennent plus gros, spécialement dans les milieux turbides, ils échappent à cette prédation. Le couette peut également être l’hôte pour de nombreux parasites, dont le protozoaire Myxosoma rotundum et le nématode Rhabdochona cascadilla.

## Économie
Les hommes n’apprécient pas particulièrement ce poisson malgré une chair tendre mais remplie de petits os, tout comme ses cousins les Catostomes. Sa chair est blanche, friable, sucrée et goûteuse, particulièrement au printemps. Cependant, son grand nombre d’os fait de lui un poisson difficile à préparer à la consommation. Elle se retrouve souvent accidentellement capturée dans les pêches commerciales. Un spécimen pesant 3,13 kg pêché au Michigan en 1988 fut le record de pêche sportive lié à cette espèce. Il y a un certain intérêt commercial dans le fleuve Mississippi où il abonde. Malgré cela, il n’existe pas une grande importance de ce poisson pour l’Homme.